# Neuville-sur-Saône
Neuville-sur-Saône es una comuna francesa situada en la Metrópoli de Lyon, de la región de Auvernia-Ródano-Alpes. Pertenece a la aglomeración urbana de Lyon.

## Demografía
| 4 703 | 5 413 | 5 663 | 6 982 | 6 762 | 7 062 | 7 242 | 7 514 | 7 807 |
| Para los censos de 1962 a 1999 la población legal corresponde a la población sin duplicidades (Fuente: INSEE [Consultar]) |       |       |       |       |       |       |       |       |